# SUGOCA

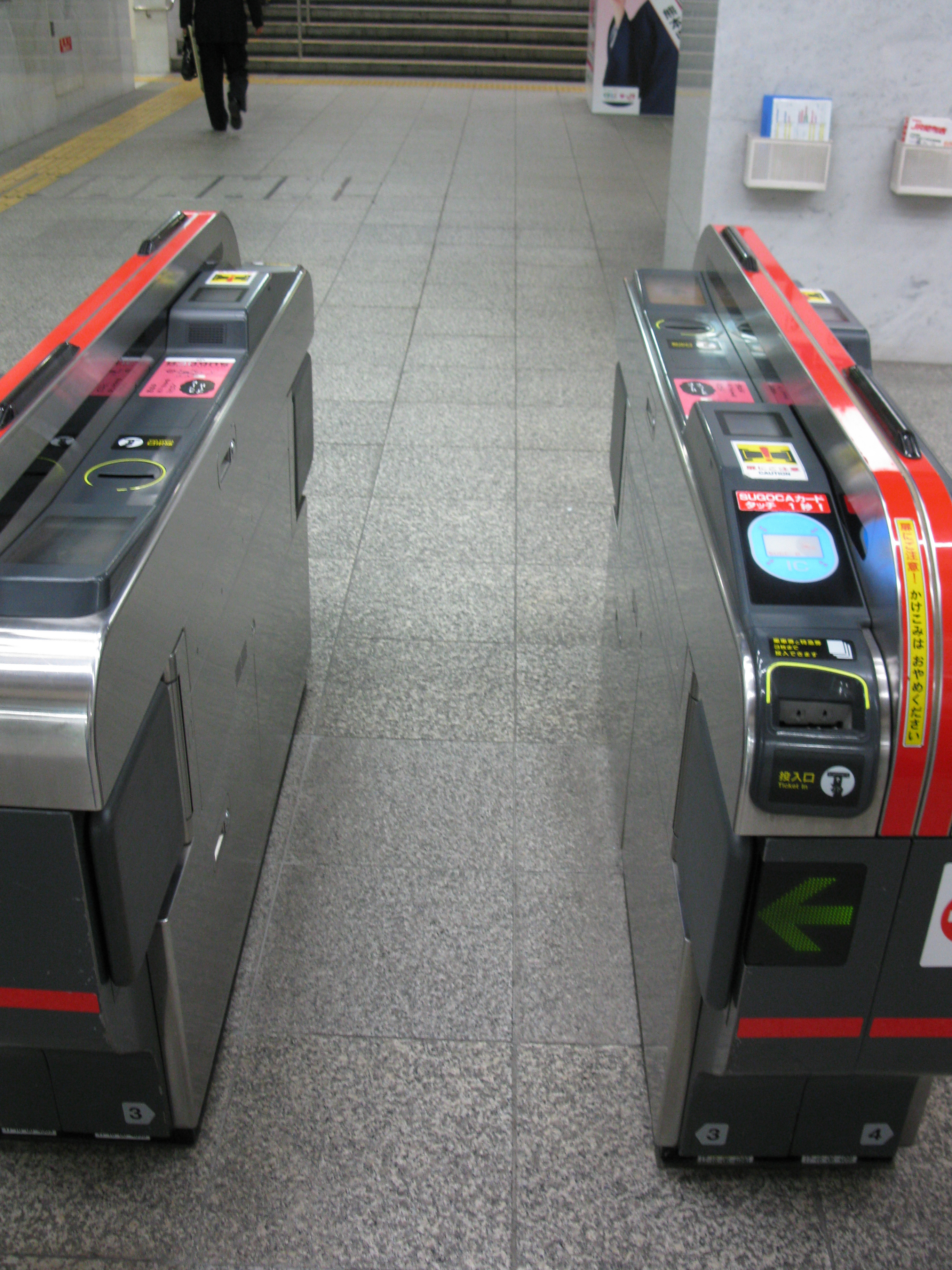
SUGOCAが使える自動改札機
（JR博多駅）

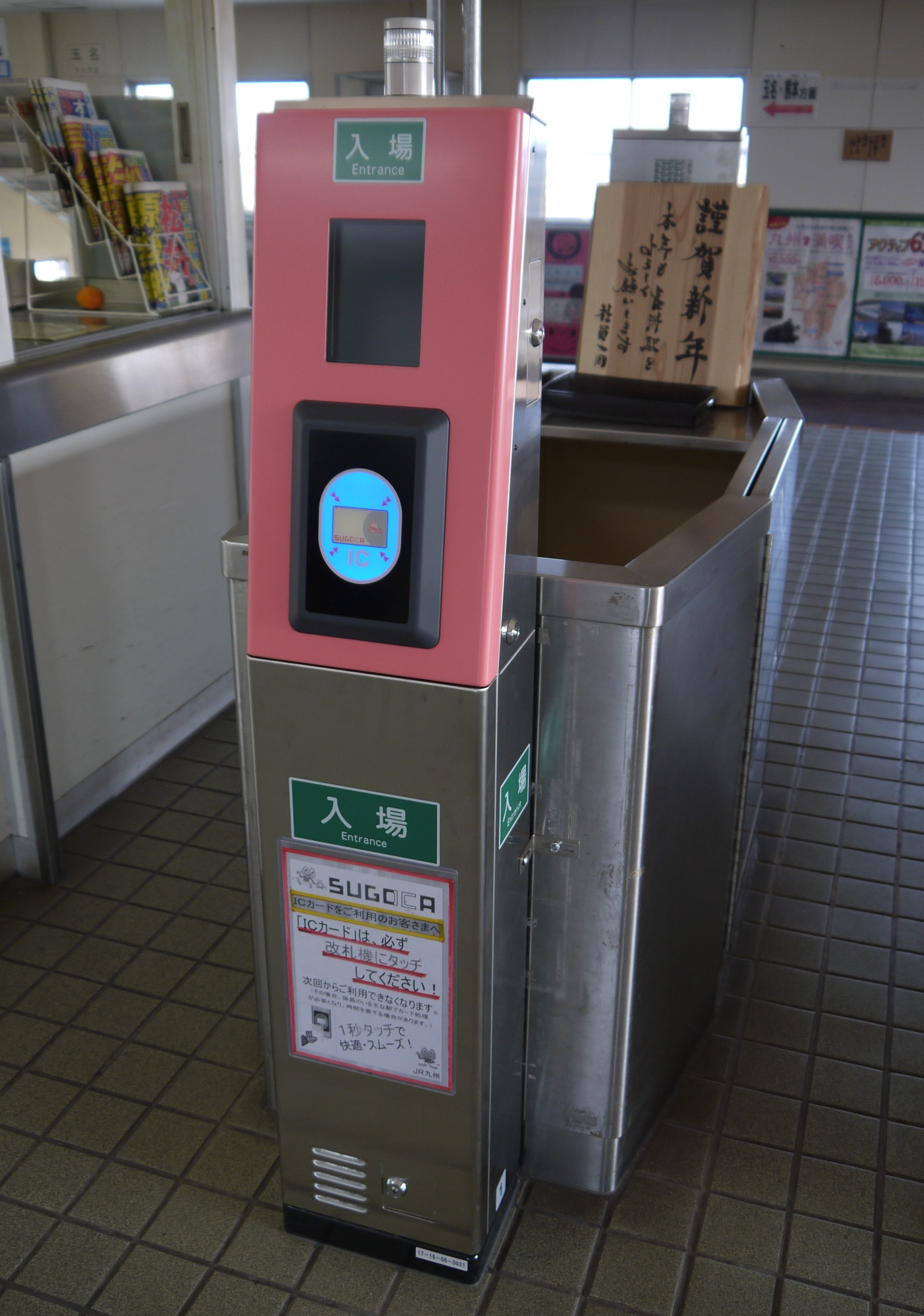
SUGOCAの簡易カードリーダー
（鹿児島本線長洲駅）

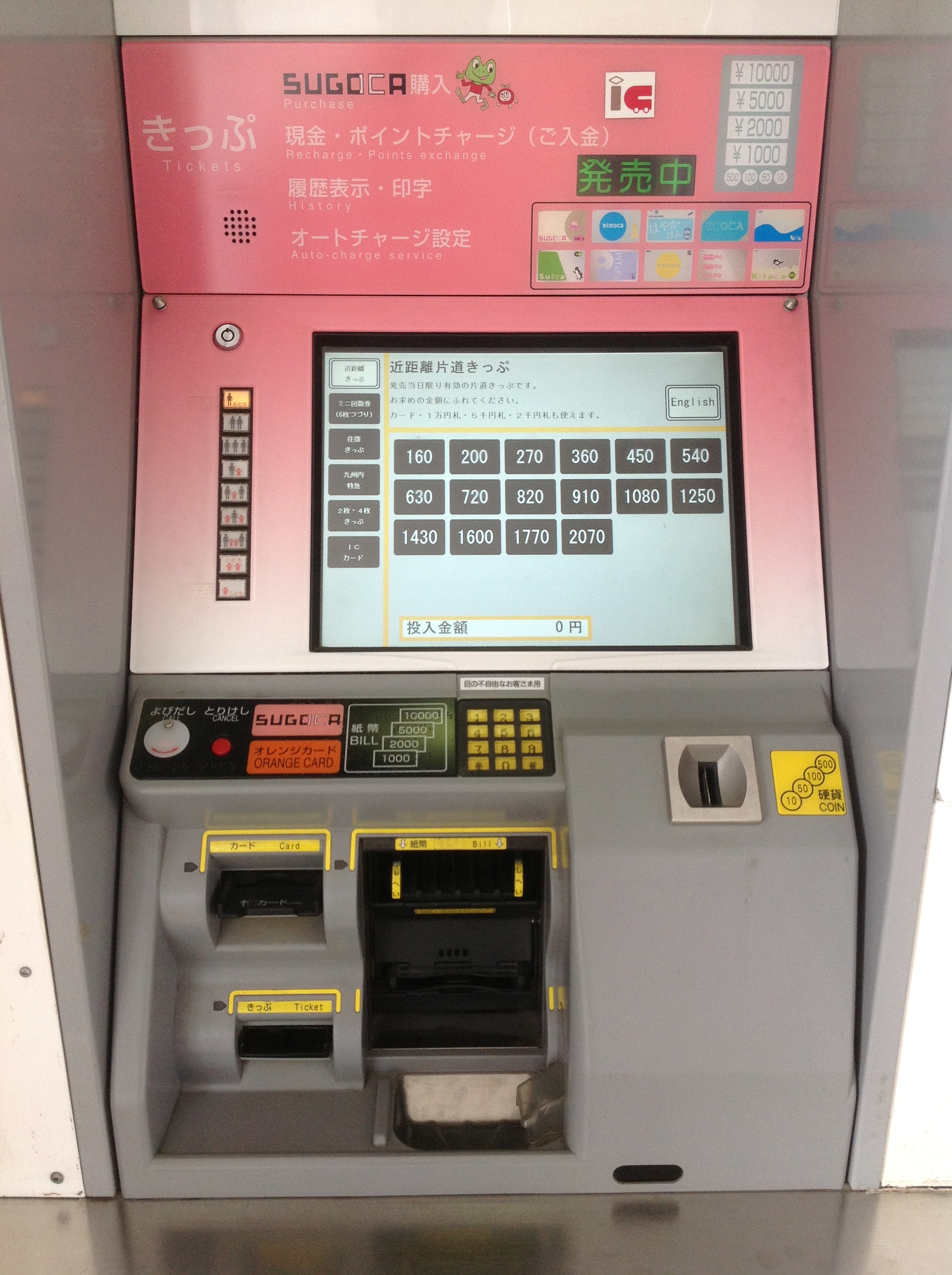
SUGOCA対応の自動券売機
（日豊本線帖佐駅）

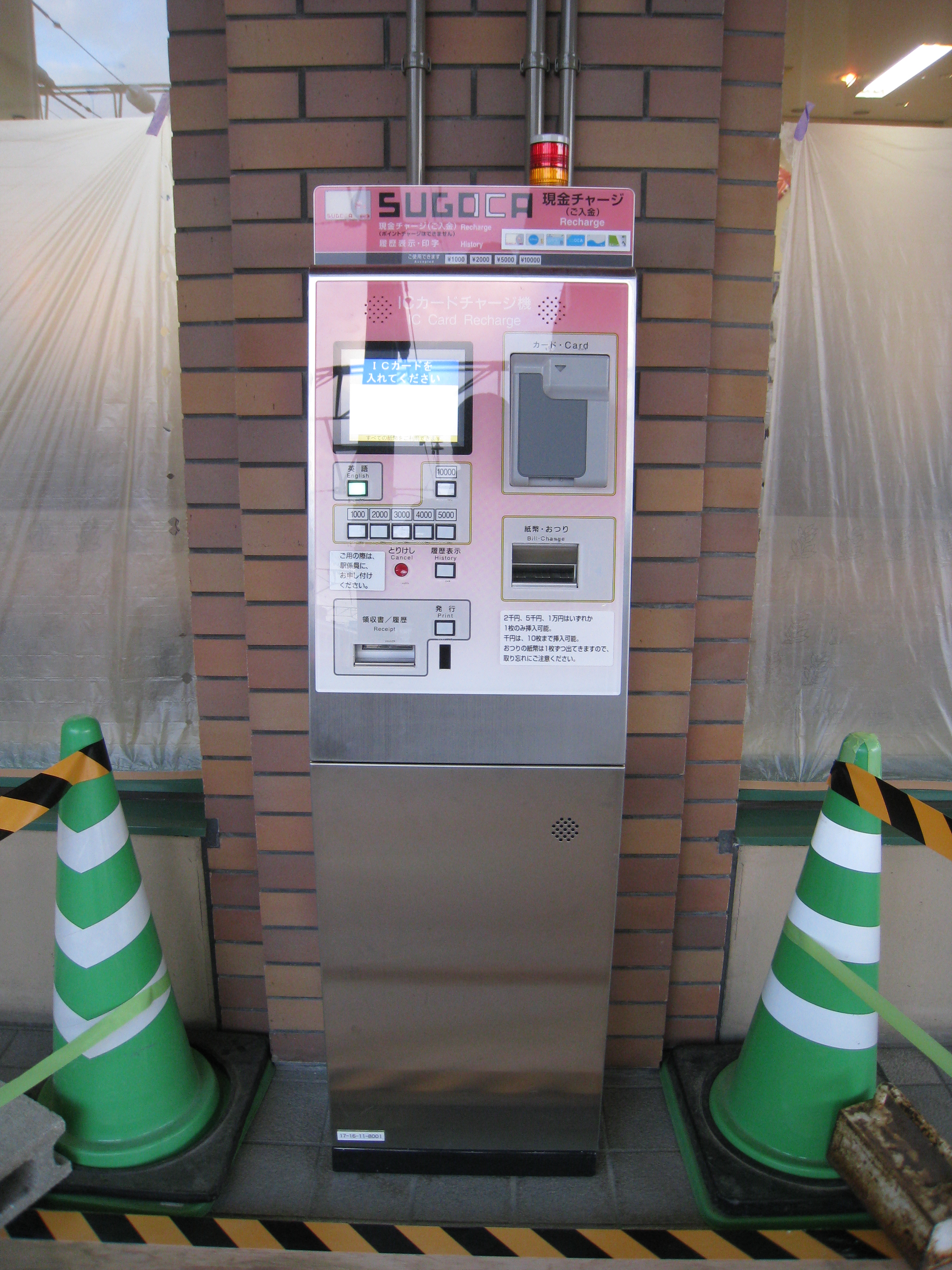
SUGOCA対応のチャージ機（長崎本線長崎駅）

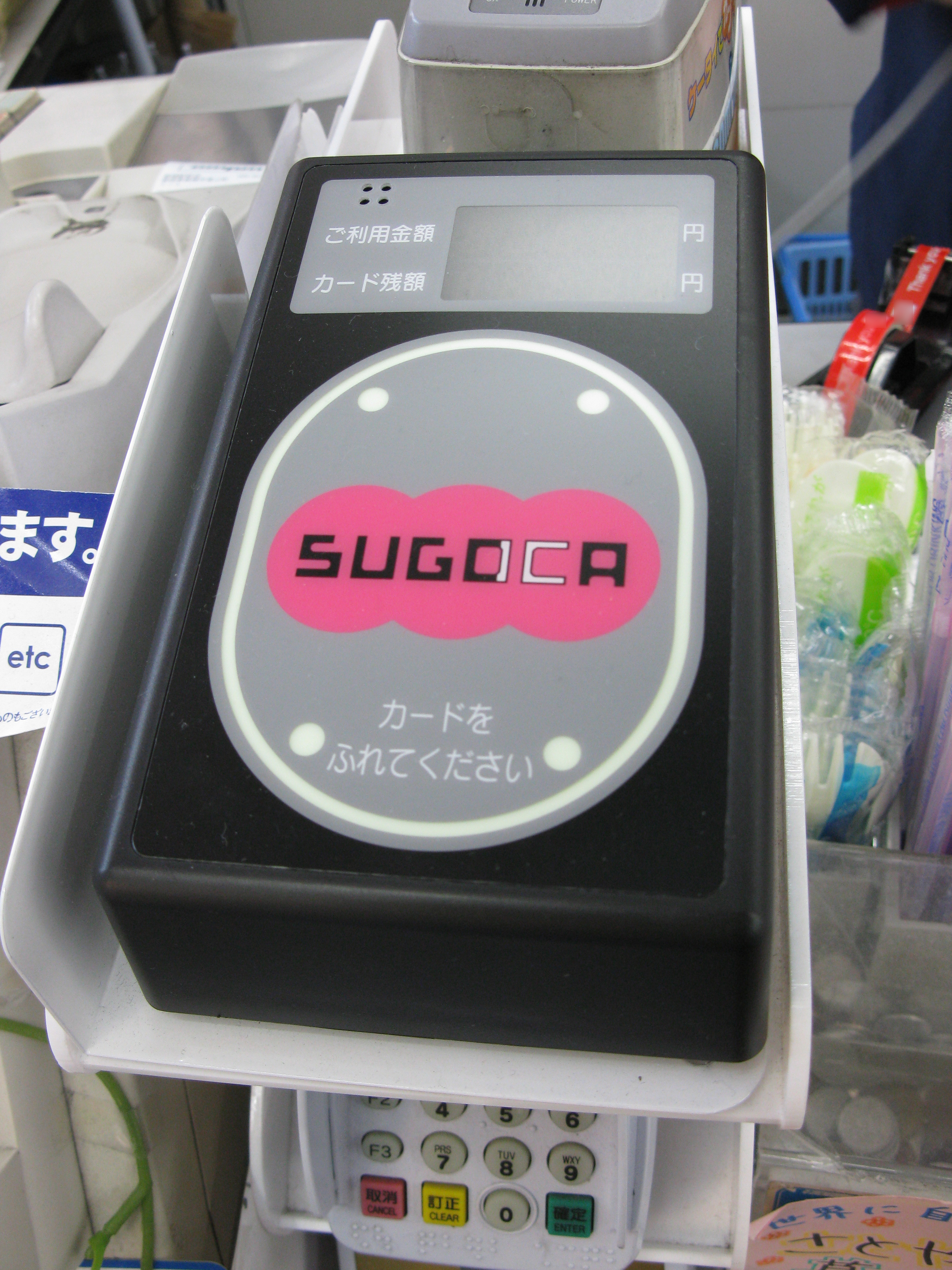
SUGOCAのロゴが入ったカードリーダー
（主にコンビニなどの店舗用R/Wとして使われている）

「タッチ&ゴー」の動き

SUGOCA（スゴカ）は、九州旅客鉄道（JR九州）が2009年3月1日から導入したサイバネ規格のICカード乗車券である。
本項では、SUGOCAのオートチャージ機能に対応したJR九州のクレジットカードである『JQ CARD』及び共通ポイントサービスである『JRキューポ』(旧SUGOCAポイント)についても記す。

## 概要
JR九州が2009年3月1日に導入した在来線用ICカード乗車券で、JRのICカード乗車券としてはSuica（東日本旅客鉄道：JR東日本）、ICOCA（西日本旅客鉄道：JR西日本）、TOICA（東海旅客鉄道：JR東海）、Kitaca（北海道旅客鉄道：JR北海道）に次いで5番目であり、JRにおける全国相互対象のICカードでは（2012年にICOCAを導入した四国旅客鉄道を除けば）最後発である。
SUGOCAとはSmart Urban GOing CArd の略称を「凄い」を意味する肥筑方言「凄か」にかけた名称である。CMなどでは「スッ!とゴー!でSUGOCA」といった表現も使われている。
発行枚数は導入約1ヶ月後の2009年4月5日に10万枚、2009年11月11日に20万枚、2011年3月23日に50万枚を突破し、2013年7月29日には100万枚を突破した。2019年3月1日時点では279万枚発行されている。
カードの裏面の右下に記載の番号は「JK」で始まる17桁の英数字であるが、この「JK」はJR九州の英語表記「JR Kyushu」の頭文字を採ったものである。

### キャラクター
ロドニー・グリーンブラットのイラストによる「カエルくんと時計くんの組み合わせ」を採用している。ロゴは黒色で、「SUGOCA」のOの右側と続くCの色を白色に反転させ、「IC」カードであることを表している。ちなみに、ロドニー・グリーンブラットはかつてJR九州の特急回数券「2枚きっぷ・4枚きっぷ」のイメージキャラクターを務めていたPUFFYのCDジャケットのデザインも手がけていた。カードに描かれているカエルくんと、ポスターやグッズなどに描かれているカエルくんとでは、絵のタッチが微妙に異なっている。

## 種類
SUGOCA乗車券およびSUGOCA定期券は、新規購入時には500円のデポジット（預託金）が必要で、払い戻し時に返却される。SUGOCA乗車券の新規発売額は2000円（うち500円がデポジット）。鉄道乗車及び電子マネーでのストアードフェア（SF）に利用できる残額の、チャージできる上限は20,000円である。
無記名式SUGOCA乗車券
乗車券機能と電子マネー機能のみで、定期券機能が付加されていない持参人式のSUGOCA。JR九州のSUGOCAエリア内のみどりの窓口と、SUGOCA発売機能付自動券売機で発行する。大人用のみ。
カードデザインは通常デザインと特別デザイン（記念SUGOCAを含む）がある。特別デザインカードは無記名式限定となり、記名式やSUGOCA定期券としての新規発売や変更扱いは出来ない。
記名式SUGOCA乗車券・小児用SUGOCA乗車券
乗車券機能と電子マネー機能のみで、定期券機能が付加されていないSUGOCA。JR九州のSUGOCAエリア内のみどりの窓口でのみ発行する。購入申込書の記入が必要。
小児用は使用期限（小学校卒業の年度の末日）が記される。購入時に公的証明書の呈示が必要。
SUGOCA定期券
記名式SUGOCA乗車券に定期券の機能を付加したもの。通常の定期券機能を付加した狭義のSUGOCA定期券のほか、特急列車自由席が利用できるエクセルパス（在来線特急定期券）の機能を付加したSUGOCA特急定期券（SUGOCAエクセルパス）もあり、他のJR各社では発行されていないICカードによる在来線特急定期券である。子供用は通常のSUGOCA定期券のみで、SUGOCA特急定期券の子供用は発行されていない。いずれもSUGOCA利用エリアのみでの利用である。新規購入では定期運賃相当額やエクセルパスの運賃・料金の合計の相当額にデポジットの500円を加えた額、SUGOCA乗車券からの変更では定期運賃相当額等のみが発売額となる。磁気定期券からの変更ではデポジットの500円が必要になる。
SUGOCAエクセルパスについては、紛失した際などには乗車券部分の再発行は可能だが、特急券部分の再発行はされない（再発行時に特急券の付与されないSUGOCA定期券への切り替えも可能）。福岡市地下鉄及び北九州モノレール以外の他社線との連絡定期券はSUGOCA定期券として発行できない。また、JR西日本とJR九州を跨がるIC定期券はJR西日本の窓口で発行するICOCA定期券のみとなり、SUGOCA定期券は発売しない。
mono SUGOCA
2015年10月1日から北九州高速鉄道（北九州モノレール）で発売しているカード。デザインが一部モノレール仕様となっている点以外は通常のSUGOCAと同じで、無記名式と記名式があるほか、記名式には定期券機能を付与することが出来る。
北九州モノレールとJRの連絡定期券（小倉駅経由）も発行される。発売額はモノレール区間定期券とJR区間定期券の単純合算で乗継割引はない。
クレジットカード機能付きSUGOCA
クレジットカードにSUGOCAを同梱させた一体型SUGOCA。クレジット決済によるオートチャージに対応。以下の種類がある。
- JQ SUGOCA - JR九州のクレジットカードである「JQ CARD」との一体型カード。国際ブランドのや提携カードの組み合わせなどにより複数のブランドがある。詳細後述。
- AOYAMA マスターカード SUGOCA - 青山商事（洋服の青山）のハウスカードである「AOYAMAカード」にSUGOCA機能を付与した一体型カード。2013年3月1日発行開始。青山キャピタル発行で、九州内の洋服の青山店舗での申し込みのみとなる。国際ブランドはMasterCardが付帯し、SUGOCAのオートチャージに対応。定期券機能の追加は不可。
- イオンSUGOCAカード - イオングループのクレジットカードであるイオンカードにSUGOCA機能を付与した一体型カード。2013年4月1日発行開始。イオン銀行発行で、九州内のイオングループ各店舗店頭またはイオンフィナンシャルサービスの専用サイトからの申し込みのみとなる。国際ブランドはVISAが付帯し、SUGOCAのオートチャージに対応。定期券機能の追加は不可。
- arecore SUGOCA - ふくおかフィナンシャルグループ傘下の福岡銀行及びFFGカードが発行するクレジット一体型キャッシュカード「arecore カード」（アレコレカード）に、SUGOCA機能を追加したカード。2013年9月2日発行開始。福岡銀行・熊本銀行・十八親和銀行の3行の窓口での申し込みのみとなる。国際ブランドはVISAが付帯し、SUGOCAのオートチャージに対応。定期券機能の追加は不可。他の「arecore カード」（「arecore nimoca」を含む）との重複契約は不可となる。なお、arecore SUGOCAの一般カードである「クラシック」は3行共通でピンクデザインだが、十八親和銀行では旧親和銀行のコーポレートカラーであったグリーンデザインも設定されており、入会時のカラー選択や入会後のカラー変更（カラー変更の場合はカード再発行手数料が必要）が可能である。

デビットカード機能付きSUGOCA
各銀行のデビットカードにSUGOCAを同梱させた一体型SUGOCA。以下の種類がある。 
- Debit+ SUGOCA - ふくおかフィナンシャルグループ傘下の福岡銀行の「Debit+」（デビットプラス）に、SUGOCA機能を備えたもの。ゴールドカードの設定及び選択制オートチャージに対応。2017年8月10日取扱開始。なお、2021年1月時点で熊本銀行や十八親和銀行では取り扱われていない。

## サービス・機能

### ICカード乗車券

#### 利用可能エリア

##### JR九州
JR九州の利用可能エリアは下記の通り。2009年3月1日に福岡県・佐賀県内を中心とする124駅 で導入され、2012年12月1日以降に長崎、大分、熊本、鹿児島の利用可能エリアが拡大された。
JR九州線の利用可能エリアは「福岡・佐賀・大分・熊本エリア」「長崎エリア」「宮崎エリア」「鹿児島エリア」の4つに分けられており、各エリアをまたがっての利用は出来ない。また、九州新幹線及び西九州新幹線でも乗車券としては使用できない。
福岡エリアでの自動改札機の更新に合わせ、一部の駅でICカード専用改札機が導入されている。ICカード専用改札機はピンク色に塗装されている。
福岡・佐賀・大分・熊本エリア
- 鹿児島本線 門司港駅 - 八代駅間
- 日豊本線 西小倉駅 - 幸崎駅間
- 筑豊本線 若松駅 - 桂川駅間（福北ゆたか線・若松線全線）
- 篠栗線 全線
- 香椎線 全線
- 長崎本線 鳥栖駅 - 江北駅間（臨時駅のバルーンさが駅を含む）
- 佐世保線 全線
- 大村線 早岐駅 - ハウステンボス駅間
- 筑肥線 姪浜駅 - 唐津駅
- 唐津線 唐津駅 - 西唐津駅
- 久大本線 久留米駅 - 善導寺駅、向之原駅 - 大分駅
- 豊肥本線 熊本駅 - 肥後大津駅、中判田駅 - 大分駅
- 山陽本線 下関駅 - 門司駅（下関駅を越えてICOCAエリアにまたがるSF利用は不可）

長崎エリア
- 長崎本線 諫早駅 - 市布駅 - 長崎駅、浦上駅 - 長与駅 - 喜々津駅
- 大村線 竹松駅 - 諫早駅

宮崎エリア
- 日豊本線 佐土原駅 - 田野駅
- 日南線 南宮崎駅 - 田吉駅
- 宮崎空港線 全線

鹿児島エリア
- 鹿児島本線 川内駅 - 鹿児島駅
- 日豊本線 国分駅 - 鹿児島駅
  - 竜ケ水駅での乗降には使用できない。

- 指宿枕崎線 鹿児島中央駅 - 喜入駅

北九州モノレール
- 小倉線 全線

#### 自動改札機での利用
自動改札機の乗車券投入口の上にある読み取り部にSUGOCAをタッチすることで利用できる。ICカード専用の簡易式カードリーダーが設置されている場合、同様に読み取り部にタッチすることで入場・出場処理を行うようになっており、入場時には「入場」と表示されている読み取り部に、出場時には「出場」と表示されている読み取り部にタッチする。無人駅でもSUGOCAの利用が可能な駅では簡易式カードリーダーが設置されている。
乗車時に初乗り運賃を前引きせず、降車駅で乗車した区間の運賃が一括して精算される。SF残額が乗車駅からの初乗り運賃に満たなくても入場できるが、SF残額が10円未満の場合は入場できない。

#### 運賃計算の特例
SUGOCA利用可能エリアでSUGOCAのカード残額を利用して乗車した場合、乗車経路にかかわらず最も安い運賃で精算される。ただし、SUGOCA利用可能エリア内でSUGOCAのカード残額を利用して乗車した場合は実乗車距離または最短距離が101kmを超える乗車となっても途中下車は出来ない。
次の区間はSUGOCAの利用可能エリアではない（区間内でSUGOCAを利用しての入出場は出来ない）が、SUGOCAの「運賃計算の特例に使用する路線」として運賃計算上の『最短経路』に組み込める区間であり、福岡・佐賀・大分・熊本エリア内の駅からSUGOCAのカード残額を利用して乗車した場合にこの区間を通過することのみが可能である。
- 筑豊本線 桂川駅 - 原田駅間（原田線全線）
- 日田彦山線 城野駅 - 田川後藤寺駅 - 夜明駅間（全線）
  - 田川後藤寺駅 - 夜明駅間については、2023年8月28日に添田駅 - 夜明駅間が日田彦山線BRTに転換し料金収受体系が変更されたためSUGOCAでの通過利用は不可能となったが、運賃計算上の最短経路としては同日以降も適用される[15]。
- 後藤寺線 田川後藤寺駅 - 新飯塚駅間（全線）
- 久大本線 善導寺駅 - 向之原駅間
- 豊肥本線 肥後大津駅 - 中判田駅間

なお、唐津線久保田駅- 唐津駅間はこの中に含まれておらず、SUGOCAのカード残額を利用してこの区間を乗車することができない。
また、福岡市地下鉄を挟んで、筑肥線・唐津線の下山門駅 - 西唐津駅間と博多駅以遠のJR九州線を乗り継ぐ場合、通過連絡運輸を適用して、JR部分については両側の営業キロなどを通算して運賃を算出する。博多駅では途中出場することとなるが、博多駅出場時に乗車駅から博多駅までの正規運賃を一旦引き落とし、博多駅から再入場し降車駅で下車する際に全区間の通過連絡運輸適用運賃との差額を引き落とすようにしている（時間制限はなく、当日中であれば適用される）。
かつては折尾駅で本駅舎（鹿児島本線・若松線）と鷹見口（福北ゆたか線）の間で乗り換える場合、自動改札ではなく、係員がいる窓口でその旨告知して指示に従う必要があった。これは、出場時に自動改札機にタッチすると下車扱いとなり、乗車駅から折尾駅までの運賃が一旦精算されるために本来の運賃である最終目的地までの通し運賃と差異が生じるためであった。2022年3月のダイヤ改正に伴い、福北ゆたか線の乗り場が移設し、改札口も統合する形になったため、上記の特例が消滅した。

#### 他社ICカードとの相互利用
（新幹線乗車サービスも当該記事参照）

相互利用関係（クリックで拡大）

他のICカード乗車券との相互利用については、JR九州と導入当初からSuicaを導入しているJR東日本、nimocaを導入している西日本鉄道（西鉄）、はやかけんを導入している福岡市交通局の4事業者で準備作業が進められ、JRグループ2010年春のダイヤ改正に合わせて、2010年3月13日より乗車券機能・電子マネー機能ともに相互利用を開始した。
またこれに加えて2011年3月5日からはICOCA・TOICAとの乗車券機能および電子マネーの相互利用が開始された（この時点でICOCA・TOICAで筑肥線・唐津線での利用は不可、2013年に利用開始）。これに合わせて、同月12日より博多駅・小倉駅でも新幹線IC乗継サービスが利用可能になった。
2013年3月23日にSUGOCAを含む日本全国のIC乗車カード10種の相互利用を開始し、すでに相互利用を開始しているSuica、ICOCA、TOICA、はやかけん、nimocaに加え、Kitaca（JR北海道）、PASMO（関東の民鉄・バスなど）、manaca（主に中京の民鉄・バスなど）、PiTaPa（主に関西の民鉄・バスなど）が新たに相互利用可能となった（一部に対象外の事業者あり。電子マネーはPiTaPaを除く。）。
相互利用により、これらのICカードの各エリアでもSUGOCAの利用が可能である。各エリア内でのチャージはそれぞれのカード対応の自動券売機、自動精算機、簡易入金機で可能である。また、各ICカードと完全互換仕様で別名で発行されるICカードも使用可能である。
なお、2023年4月1日以降、下関駅でSUGOCAエリアとICOCAエリアが接しているが、両エリアを連続してのIC乗車券利用は出来ない。また、両エリアに跨がるIC定期券を利用する場合も改札機での乗り越し精算が出来ない。

#### 新幹線IC乗継サービス
新幹線・在来線乗換口でのIC乗継サービスは交通系ICカード全国相互利用サービス共通の対応となり、東海道・山陽新幹線ではSUGOCAエリアの小倉・博多の両駅、ならびに首都圏のSuicaエリア（東京 - 熱海）、東海地区のTOICAエリア（熱海 - 米原）、関西・山陽地区のICOCAエリア（米原 - 新下関）の各駅で、東北・上越・北陸・北海道・山形・秋田新幹線ではSuicaの首都圏エリア（東京 - 那須塩原、大宮 - 高崎 - 長野）、仙台エリア（郡山 - 一ノ関、福島 - 山形）、新潟エリア（長岡 - 新潟）、盛岡エリア（北上 - 盛岡）、青森エリア（新青森駅のみ）、秋田エリア（秋田駅のみ）、函館Kitacaエリア(新函館北斗駅のみ)と北陸地区のICOCAエリア（富山 - 敦賀）の各駅で、九州新幹線ではSUGOCAの福岡・佐賀・大分・熊本エリア（博多 - 熊本）と鹿児島エリア（川内 - 鹿児島中央）の各駅で利用可能。
また、SUGOCA長崎エリアの諫早駅、長崎駅にも新幹線・在来線乗換口が設置されているが、西九州新幹線の自動改札機はICカードに対応していないため、IC乗継サービスは利用できない。

### 電子マネー
電子マネーとしての利用エリアについては、先行していた西日本鉄道の「nimoca」が自社系の商業施設から導入していたため、SUGOCAスタート時にエリア内にあるJR九州系の商業施設 を中心にビックカメラ天神1号館・天神2号館、洋服の青山、ベスト電器福岡本店・小倉本店などで先行導入した。また、JR関連の鉄道路線が存在しない沖縄県においても、JR九州沖縄支店等で専用デザインのSUGOCAが販売されており、沖縄県内における電子マネーとしての利用可能店舗の拡大も順次進められている。
前述の交通系ICカード全国相互利用サービスの開始に伴い、全国の交通系ICカード相互利用各社の加盟店等（ポストペイ方式のPiTaPa加盟店を除く）でも、決済手段としてSUGOCAの利用が可能である。なお、九州地区では、導入の経緯により、電子マネーではSUGOCA・nimoca・ICOCA・Suicaの加盟店が混在している。
なお、2023年8月28日に運行を開始した日田彦山線BRTでは、2024年3月31日までの実証実験として、BRT区間内の乗降に限りモバイル端末を用いたSUGOCA電子マネーでの精算に対応し、PiTaPaを除く交通系ICカード相互利用にも対応する。SUGOCAエリア外の久大本線に並行する夜明駅 - 日田駅間でもBRT乗車時にはSUGOCAが利用可能（列車にはSUGOCA決済で乗車できない）。
SUGOCAが利用可能な店舗・施設等については、公式サイトの「SUGOCAでお買い物」を参照のこと。
また、2014年7月22日からはWii Uの支払い決済に、他の交通系電子マネーと共に利用可能となった。このサービスは2022年1月18日9時をもって終了した。

### オートチャージ
記名式SUGOCAおよび記名式mono SUGOCAを利用している場合にはオートチャージが利用できる。引き去り対象となるカードはJR九州で取り扱っている「JQ CARD」および「JQ SUGOCA」をはじめとしたクレジットカード機能付きSUGOCAのみで、その他の一般クレジットカードには対応していない。オートチャージはSUGOCAエリアでのみ有効で、相互利用の他社エリアでは使えない。事前に書類で申し込んだ上で、承認後に「オートチャージ設定機能付き自動券売機」で設定を行う必要がある。

### SUGOCAで乗車券を購入
SUGOCAを含む相互利用各社のICカードの入金残額を利用し、SUGOCA対応自動券売機で普通乗車券・回数券・特急券等が購入できる。自動券売機で利用する場合は、ICカードを自動券売機のホルダーもしくはカード挿入口に入れて使う。
なお、SUGOCA自体を入場券としては使えないため、入場券をSUGOCA対応自動券売機で購入する必要がある。

### SUGOCAポイント / JRキューポ
2010年2月1日から鉄道乗車と電子マネー利用の双方でポイントサービス『SUGOCAポイント』が導入された。これはJR系ICカード乗車券としては初めて、クレジットカード不要で鉄道乗車の際に一律にポイントが付与されるサービスの導入となった。
2021年7月時点におけるSUGOCAポイントの付与の条件や、ポイント交換等に関する詳細は以下の通り。
- JR九州筑肥線・唐津線と福岡市地下鉄にまたがって乗車した場合（定期券区間で完結する場合を除く）、乗車区間にかかわらず10ポイントを付与。
- SUGOCA加盟店等でのショッピングやサービス料金等の決済にSUGOCAを利用した場合に、おおむね支払金額の0.5%のポイントを付与。
- カードに蓄積されたポイントは、1ポイント＝1円として、100ポイント単位でSUGOCAのSF残高に交換が可能。

2016年11月、『SUGOCAポイント』を、JQ CARDのポイントサービス『JQポイント』及びインターネット列車予約向けに付与されていたポイントサービス『eレールポイント』と統合した新たなポイントサービス『JRキューポ』に変更することを発表、2017年7月7日からサービスを開始した。ポイント加算ルールはこれまでの各サービスに準ずる。交換先は、事前にJRキューポのマイページから登録した記名式SUGOCAへのSFチャージの他、提携しているGポイント、Ponta、Tポイントへの交換、及び各JQ CARD / JQ SUGOCAで個別に対応する他社ポイント（エポスポイント等）もしくは航空会社マイルへの相互交換に対応する。2018年12月11日からは、相互交換対象では無いNTTグループカードからのJRキューポへのポイント交換が可能になる。
SUGOCAへのポイントチャージは、主要駅に設置のポイントチャージ機能付自動券売機で、それ以外の特典への交換はJRキューポのマイページから行う。
2021年4月20日、SUGOCAでの鉄道利用時における『JRキューポ』の付与（乗車ポイントサービス及び特急券ポイントサービス）を2021年6月30日限りで終了することを発表した。なお、ショッピングポイント及び筑肥線・唐津線と福岡市地下鉄に跨がる乗車時のポイント付与は継続される。

## 歴史
（新幹線関連は別途掲載）
- 2006年（平成18年）9月26日 - ICカード乗車券の導入を発表[31]。
- 2007年（平成19年）10月29日 - カード名称およびデザイン発表[32]。
- 2008年（平成20年）
  - 2月6日 - 西日本鉄道、JR九州、福岡市交通局、JR東日本で「九州IC乗車券・電子マネー相互利用に関する協議会」を発足[33]。
  - 4月18日 - 東日本旅客鉄道のSuica、西日本鉄道のnimoca、福岡市交通局のはやかけんとの相互利用開始を2010年春にすることを発表[34]。
- 2009年（平成21年）
  - 1月27日 - 利用開始日を2009年3月1日とすることを発表[35]。
  - 2月1日 - 公募によるお客様モニター試験開始[36]。
  - 3月1日 - 福岡県及び佐賀県内を中心とした124駅[注 2]で導入。
  - 3月20日 - 発売枚数5万枚を突破[37]。
  - 4月6日 - 発売枚数10万枚を突破[37]。
  - 6月15日 - 九州地区のam/pm110店舗で、SUGOCA電子マネーの取扱い及びチャージサービスを開始[38]。
  - 11月25日 - JR西日本のICOCAと九州・山陽新幹線が繋がる2011年春を目処に相互利用を開始すること、鉄道・電子マネー利用に対するポイントサービスを導入することを発表。これはJR系ICカードとしては初となる鉄道利用対象かつカード保有者全員対象（つまり、初期登録不要かつクレジットカードと無関係）のポイントサービスである。
- 2010年（平成22年）
  - 2月1日 - JR系ICカードとしては初めて、クレジットカード機能と無関係に一律にSFでの鉄道乗車の際に付与されるポイントシステム「SUGOCAポイント」を導入。
  - 2月18日 - 鹿児島中央駅のフレスタ鹿児島内の全42店が、SUGOCAに対応。
  - 3月1日
    - JR九州系各種クレジットカードを統合した上で、SUGOCA連動のクレジットカード「JQ CARD」を導入。
    - SUGOCA1周年を記念して伊藤園と共同で製作した記念商品「すごか茶」を96000本限定で発売[39]。JR九州系列の店舗や売店・リレーつばめの車内販売・イオン九州やマックスバリュ九州の店舗でも発売。

  - 3月13日 - ダイヤ改正実施に合わせ、筑肥線・唐津線（姪浜 - 西唐津間）及びこの日に開業する鹿児島本線新宮中央駅に導入。また、SUGOCAとnimoca・はやかけん・Suicaの相互利用開始[17]。
- 2011年（平成23年）3月5日 - 下関駅にSUGOCA対応改札機を導入し、山陽本線（下関駅 - 門司駅間）に利用エリアを拡大。西日本旅客鉄道のICOCA、東海旅客鉄道のTOICAとの相互利用を開始。ただし、この時点では筑肥線・唐津線ではICOCA・TOICA利用不可であった。
- 2012年（平成24年）
  - 12月1日
    - SUGOCA乗車券の対応エリアを拡大し、従来の利用可能エリアが大分・熊本地区まで拡大。また、長崎地区・鹿児島地区に新規対応エリアを設定。同年12月9日まで期間限定でSUGOCA乗車ポイント20%キャンペーンを実施。
    - ドラッグイレブン全店舗（調剤薬局の一部店舗を除く）にてSUGOCA電子マネーに対応[40]。
- 2013年（平成25年）
  - 3月1日 - 産業医科大学・産業医科大学病院の売店と店舗などにSUGOCAを導入[41]。
  - 3月23日 - 交通系ICカード全国相互利用サービス（乗車券機能は全国10種類、電子マネー機能はPiTaPaを除く全国9種類）を開始。これにより、ICOCA・TOICAが筑肥線・唐津線でも利用可能となり、Suica・nimoca・はやかけん以外の相互利用可能なICカードでも筑肥線・福岡市地下鉄・西鉄貝塚線を跨いだ乗車が可能となった。
  - 6月22日 - 札幌エリアで導入されているSAPICAのエリアで、SUGOCAなどの全国相互利用サービスでの片利用が可能となる（電子マネーは対象外）[42]。
- 2015年（平成27年）
  - 3月14日 - JR東日本気仙沼線・大船渡線BRT区間のodecaエリアで、SUGOCAなどの全国相互利用サービスでの片利用が可能となる。
  - 10月1日 - JR九州以外では初めて、北九州モノレールで利用開始。また、モノレール各駅で『mono SUGOCA』の販売も始まった。
  - 11月14日 - 宮崎地区に新規対応エリアを設定[43]。宮崎市内の計12駅がサービスの対象となる。
- 2016年（平成28年）
  - 3月23日 - 熊本県内各社で導入されている熊本地域振興ICカードのエリアで、SUGOCAなどの全国相互利用サービスでの片利用が可能となる[44]。
  - 3月26日 - 仙台市交通局と宮城交通で導入されているicscaのエリアで、SUGOCAなどの全国相互利用サービスでの片利用が可能となる。
- 2017年（平成29年）
  - 7月7日 - ポイントサービスを「JRキューポ」に移行[28]。
- 2018年（平成30年）
  - 3月3日 - 高松琴平電気鉄道で導入されているIruCaのエリアで、SUGOCAなどの全国相互利用サービスでの片利用が可能となる。
  - 3月17日 - 広島県内各社で導入されているPASPYのエリアで、SUGOCAなどの全国相互利用サービスでの片利用が可能となる。
  - 9月25日 - 桜島フェリーでの利用が可能となる[45]。
- 2020年（令和2年）2月16日 - 長崎自動車で導入されているエヌタスTカードのエリアで、SUGOCAなどの全国相互利用サービスでの片利用が可能となる。
- 2021年（令和3年）6月30日 - 鉄道利用におけるポイント付与サービスを終了[30]。
- 2023年（令和5年）8月28日 - この日開業した日田彦山線BRTで利用可能になる[46]。ただし、他のエリアへの乗り越しはできない。
- 2024年（令和6年）
  - 10月3日 - 長崎本線（佐賀駅 - 江北駅間、臨時駅のバルーンさが駅を含む）、佐世保線、大村線（早岐駅 - ハウステンボス駅間）の各駅で利用が可能となり、これらの駅をSUGOCA福岡・佐賀・大分・熊本エリアに編入[47]。エリア拡大に当たっては機器設置費用を佐賀県と長崎県が負担した[48]。
  - 11月15日 - 熊本県内各社で導入されている熊本地域振興ICカードのエリアで、SUGOCAなどの全国相互利用サービスでの片利用を終了[49]。

### 今後の予定
- 2025年（令和7年）度 - 以下の区間の各駅で利用可能になる予定。エリア拡大に当たっては機器設置費用を長崎県が負担する[50]。
  - 大村線 ハウステンボス駅 - 竹松駅間
- 2025年（令和7年）度 - 以下の区間の各駅で利用可能になる予定。エリア拡大に当たっては機器設置費用を宮崎県と宮崎市、新富町が負担する予定[51]。
  - 日豊本線 日向新富駅 - 佐土原駅間
  - 日南線 田吉駅 - 青島駅間
- 2027年（令和9年）春以降 - JR西日本のモバイルICOCA / Apple PayのICOCAのシステムを用いてSUGOCAエリアでのモバイルIC定期券サービス及びJR九州の会員サービスを開始する予定[52]。

## JQ CARD
JQ CARD（ジェイキュー・カード）は、JR九州が取り扱うクレジットカードである。

### カード概要
JR九州では、それまでアミュプラザ小倉などで発行していた「AMU CARD」（クレジット機能付き）など、商業施設単位でクレジットカードを発行してきたが、SUGOCA発行（とオートチャージ機能の導入）に併せて自社扱いのクレジットカードブランドの統合を行ったものであり、他のJR九州系クレジットカードは新規申し込みを終了した。
クレディセゾン（セゾンカード）やエポスカードなど外部のクレジットカード会社との提携カードとして発行され、カード発行はそれぞれのクレジット会社が行う（JR九州の直接発行 およびカード事業子会社 を設置しての発行ではない）。以下の種類がある。
2022年6月25日から九州新幹線内でのエクスプレス予約サービス開始に伴い、2022年6月10日からJQ CARDエクスプレスの発行も開始された。詳細は後述。
「SUGOCA定期券」には後述の通りJQ CARDとSUGOCAの一体型カード『JQ SUGOCA』に定期券機能が搭載されていないためJQ CARDでオートチャージするよう呼びかけている。
- JQ CARD セゾン - クレディセゾン取扱いの、セゾンカードとの提携カード。JCB/VISA/MasterCard/アメリカン・エキスプレスのいずれかの国際ブランドが付属する。
- JQ CARD セゾン GOLD - クレディセゾン取扱いの、セゾンカードとの提携カード[58]。JQ CARD セゾンにゴールドカード機能を付加したもので、VISA/アメリカン・エキスプレスのいずれかの国際ブランドが付属する。対象加盟店での利用で通常の3倍もしくは5倍JRキューポが付与されるのが特徴。
- JQ CARD（MUFGカード） - 三菱UFJニコス取扱いのMUFGカードとの提携カード。元々はUFJカードとの提携カードだったが、2012年7月16日発行分より移行した[59]。VISA/MasterCardのいずれかの国際ブランドが付属する。学生向けカードの設定あり。
- JQ CARD GOLD（MUFGカード） - 「JQ CARD（MUFGカード）」のゴールドカード版。国際ブランドはVISAのみが対応する。
- JQ CARD エポス - エポスカード取扱いの提携カード[60]。2015年3月から受け付け開始。国際ブランドはVISAのみが対応する。エポスカードの優待サービスが受けられる他、JRキューポ（旧：JQポイント）をエポスポイントへ交換することが可能。エポスカードのWebサイトでのオンライン申し込み、郵送申し込みによる発行か、アミュプラザ各店舗で店頭即日発行を受け付ける。
- JQ CARD エポスゴールド - JQ CARD エポスのゴールドカード版。国際ブランドはVISAのみ。利用額及び利用回数によるJRキューポのポイント加算が優遇されている。発行開始当初はインビテーションによる入会のみであったが、2022年11月18日よりアミュプラザでの入会受付を開始した[61]。
- JQ CARD セゾンエクスプレス - クレディセゾン取扱いの、セゾンカードとの提携カード[56]。「JQ CARD セゾン」にエクスプレス予約サービスを付加したもので、VISA/アメリカン・エキスプレスのいずれかの国際ブランドが付属する。

独自のポイントシステムとして「JQポイント」が設定されており、利用額に応じてポイントが付与され、貯まったポイントはJR九州旅行券やJR九州の各商業施設のお買物券に代えることが出来るほか、オートチャージ対応のカードはSUGOCA電子マネーとしてチャージすることも出来る。なお、各クレジットカードのポイントプログラム（永久不滅ポイント・スマイルポイントプログラム・エポスポイント）は付与されないが、貯まったJQポイントの各ポイントプログラムのポイントへの交換はJQ CARD（MUFGカード）以外は可能である。なお、2017年7月に前述の通り「SUGOCAポイント」「eレールポイント」と統合して名称を「JRキューポ」に変更した。

### JQ SUGOCA
2012年9月19日に、JQ CARDとSUGOCAの一体型カード『JQ SUGOCA』を2013年春に発行する予定であることがJR九州から発表された。2013年3月15日（ALL IN ONE JQ SUGOCAは同月1日開始、JMB JQ SUGOCAは同年9月20日開始）に募集開始となった。「ALL IN ONE JQ SUGOCA」「WAZZE JQ SUGOCA」「Melody plus JQ SUGOCA」「なんでん JQ SUGOCA」以外はアミュプラザのサービスカウンターで会員募集を受け付ける。
SUGOCAとJR九州のクレジットカードであるJQ CARDが一体化した『JQ SUGOCA』と、JQ SUGOCAに他社（金融機関・小売店・航空会社）との提携機能が加わった『JQ SUGOCA提携カード』が発行される。
いずれもオートチャージに対応すると共に、一部カードはJR九州・他社とのポイント相互交換にも対応する。
『JQ SUGOCA』はクレディセゾン・三菱UFJニコス・エポスカードとの提携カードである通常のJQ CARDと異なり、VISAおよびMasterブランドはイオン銀行（プロセシングはイオンクレジットサービス（後にイオンフィナンシャルサービスへ統合）、JCBブランドはジェーシービーによる発行となり、国際ブランド以外の提携機能はない。但し、イオン銀行発行分のみ2024年4月現在はイオンカードの特典の一部（イオングループ店舗でのお客さま感謝デー（20日と30日、10日のイオン九州限定お10くデー含む）利用割引）が付与されている。『JQ SUGOCA JCB エクスプレス』は、『JQ SUGOCA JCB』にエクスプレス予約サービス対応を付加したもの。
2022年6月25日に予定されている九州新幹線のエクスプレス予約への参加時に、同予約の会員カードとしても機能するカードを発行するかどうかについては、2022年3月時点では発表されていなかったが、2022年5月27日にJCBから2種発行予定があることが発表された。
『JQ SUGOCA』はJR東日本の『VIEW Suicaカード』あるいは西日本鉄道の『クレジットnimoca』などとは異なり定期券機能は搭載されていない。
『JQ SUGOCA提携カード』は以下のカードが発行されており、カードごとに発行元が異なる。
- JQ SUGOCA ANA - 全日本空輸（ANA）との提携カード。JCB発行。JRキューポ（旧JQポイント）とANAマイルとの相互交換、ANAマイレージクラブ・SKiPサービスに対応。ANAの交通系IC一体型クレジットカードはSuica（ANA VISA Suicaカード）、PASMO（ANA To Me CARD PASMO/ソラチカカード）、Kitaca（JRタワースクエアカード ANA Kitaca）に次ぐもの。JCB発行のANAカード（ソラチカカード含む）との重複保有も可能。ただし、このカードのようなJCB発行の「JQ SUGOCA」はすべて、他の「JQカード」を先に保有している場合は解約しないと発行できない。
- ALL IN ONE JQ SUGOCA / ながさきALL IN ONE JQ SUGOCA - 西日本シティ銀行及び長崎銀行[63] との提携カード。九州カード発行。VISAのクレジット機能の他、西日本シティ銀行／長崎銀行のキャッシュカード機能が付随する。キャンパスカード（学生向け）およびゴールドカードの設定有り。本カードは西日本シティ銀行及び長崎銀行（長崎銀行は2015年2月2日受け付け開始）の窓口でのみ発行を受け付ける。
- BIC CAMERA JQ SUGOCA - ビックカメラとの提携カード。JCB発行。ビックポイントとJRキューポの相互交換に対応し、ビックカメラでの本カードを使っての店頭買い物時は、付与ポイント率が最大11%となる（ビックカメラ.comでは最大10%）。また、以前はビックカメラグループのコジマ（「コジマ×ビックカメラ」含む）・ソフマップではSUGOCA電子マネーで支払った場合のみ付与ポイント率減算無しでクレジットでの支払時にはポイントが2％減算されていたが、2024年7月現在は現金同等（最大10%）となっている[64]。ビックポイントカードと交通系ICカードとの一体型カードはSuica（ビックカメラSuicaカード）、鉄道事業者との提携カードは同カード（JR東日本・ビューカード）、ビックカメラJ-WESTカード（JR西日本）に次ぐもの。
- BIC CAMERA JQ SUGOCA エクスプレス - ビックカメラとの提携カード。JCB発行。『BIC CAMERA JQ SUGOCA』にエクスプレス予約サービス対応を付加したもの。
- JMB JQ SUGOCA - 日本航空（JAL）との提携カード。イオン銀行発行。JALマイルとJRキューポの相互交換、JALマイレージバンク（JMB）・JAL ICサービス対応。国際ブランドはVISA/Master/JCBから選択可能。JALの交通系IC一体型クレジットカードはSuica（JALカードSuica）、PASMO（TOP&ClubQ JMBカード PASMO）、nimoca（JMB nimoca）に次ぐもの[注 3]。本カードのみ2013年9月20日からの受付開始となっている[65]。また、SUGOCAと一体型のカードにおけるJCBブランドの発行会社も本カードに関してはJCBではなくイオン銀行となる。
- WAZZE JQ SUGOCA - 南日本銀行との提携カード。九州カード発行。JQ SUGOCA機能の他、南日本銀行のキャッシュカード機能が付随する。ゴールドカードの設定有り。本カードは南日本銀行の窓口でのみ発行を受け付ける[66]。
- Melody plus JQ SUGOCA - 大分銀行[67] との提携カード。大分カード発行。JCBのクレジット機能の他、大分銀行のキャッシュカード機能が付随する。本カードは大分銀行の窓口でのみ発行を受け付ける。
- なんでん JQ SUGOCA - 豊和銀行[68] との提携カード。九州カード発行。VISAのクレジット機能の他、豊和銀行のキャッシュカード機能が付随する。ゴールドカードの設定有り。本カードは豊和銀行の窓口でのみ発行を受け付ける。